# Alfréd Forbát

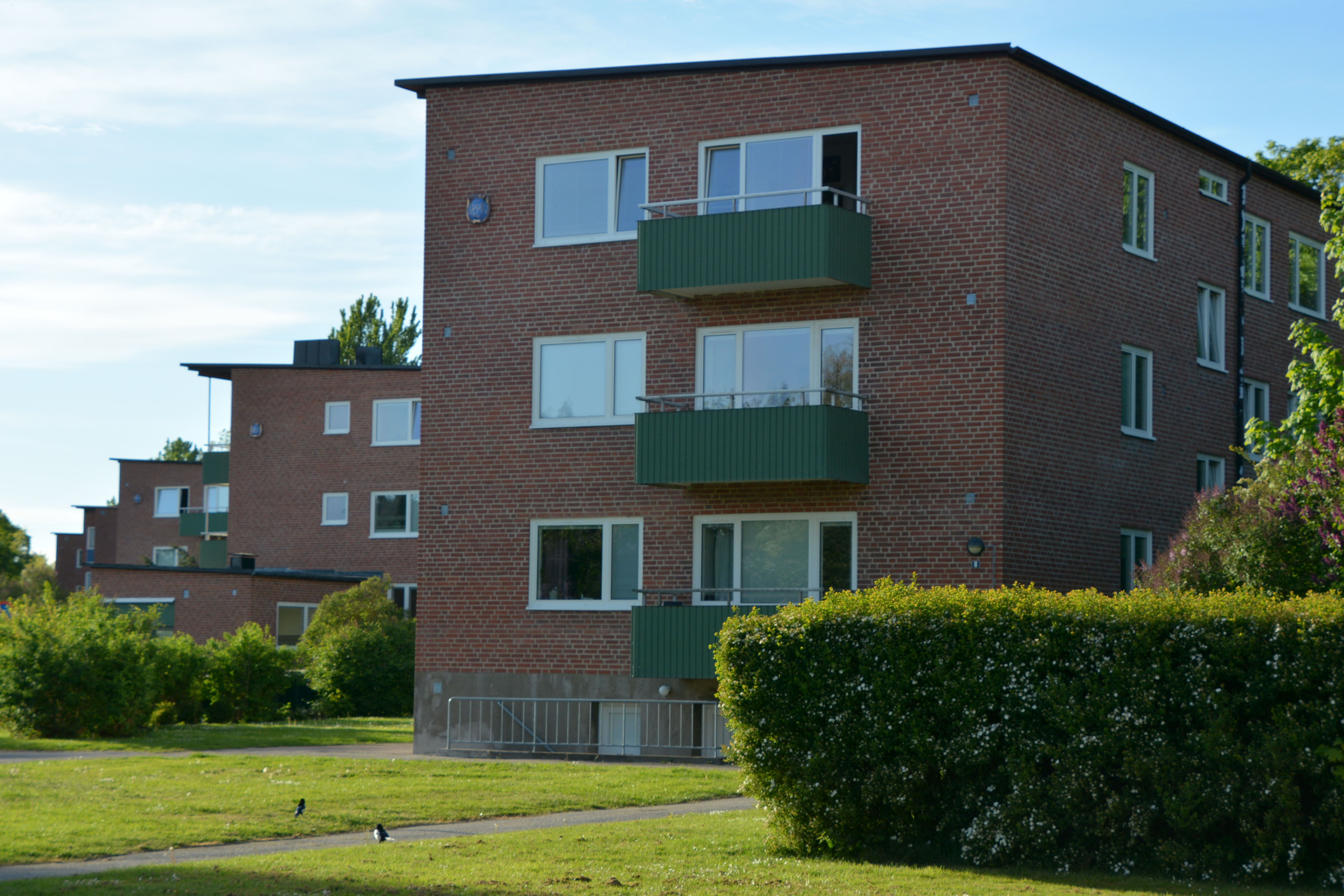
Kakelvägen, Borgmästaregården, Lund, Suède

Alfréd Forbát, dit Fred Forbát, né le 31 mars 1897 à Pécs et mort le 22 mai 1972 à Stockholm, est un architecte et urbaniste germano-suédois d'origine hongroise.

## Biographie
Alfréd Forbát naquit au sein d'une famille juive dans la ville de Pécs, située en Autriche-Hongrie. Il étudia l'architecture et l'histoire de l'art à l'université royale hongroise polytechnique et économique Nádor József puis à l'université technique de Munich. De 1920 à 1922, il travailla avec Walter Gropius et fut conférencier au Bauhaus de Weimar. Il fut soutenu dans ses études par Marcel Breuer, l'un des pères du Modernisme.
Entre 1929 et 1931, il participa avec Walter Gropius, Otto Bartning et Hugo Häring, au projet de lotissement des quartiers berlinois de Berlin-Siemensstadt et de Charlottenburg-Wilmersdorf.
En 1933, avec l'arrivée du régime nazi, Il rejoint le groupe de la "brigade May" fondée par Ernst May réfugié en URSS avec le Suisse Hans Schmidt et le Néerlandais Mart Stam.
En 1938, il retourne brièvement en Hongrie avant de prendre le chemin de l'exil vers la Suède, où il fut engagé au Ministère de l'urbanisme dans le "Stadtplanungskommitee". Il s'impliqua notamment dans les réalisations urbaines des villes suédoises de Skövde (1949), Landskrona (1951), Kullabygden (1959), Linköping (1967) and Kristinehamn.
En 1952, Fred Forbát co-organisa une réunion spéciale non-congressiste en parallèle au Congrès international d'architecture moderne de Sigtuna en Suède.
En 1957, il participa au congrès d'architectes de l'Exposition internationale d'architecture à Berlin.
Fred Forbát est mort le 22 mai 1972 dans le quartier de Vällingby à Stockholm. Sa documentation personnelle et ses travaux d'architecte sont réunis et conservés au musée de l'architecture de Suède à Stockholm.